# Hieronim Podemski
Hieronim Remigiusz Podemski (ur. 30 września 1926 w Zagórowie) – polski działacz partyjny i państwowy, w latach 1977–1980 wicewojewoda koniński.

## Życiorys
Syn Zygmunta i Antoniny. Wstąpił do Zjednoczonego Stronnictwa Ludowego, pełnił kolejno funkcje sekretarza koła, prezesa zarządu powiatowego i wojewódzkiego w Kaliszu. Od 1977 do 1980 pełnił funkcję wicewojewody konińskiego. W latach 1985–1986 był wiceprezesem Wojewódzkiego Komitetu ZSL w Koninie.